# 6649 Yokotatakao
6649 Yokotatakao este un asteroid din centura principală de asteroizi.

## Descriere
6649 Yokotatakao este un asteroid din centura principală de asteroizi. A fost descoperit pe 5 septembrie 1991 la Yakiimo de Akira Natori și Takeshi Urata. Asteroidul prezintă o orbită caracterizată de o semiaxă mare de 2,53 ua, o excentricitate de 0,26 și o înclinație de 7,2° în raport cu ecliptica.